# Skoke
Skoke este o localitate din comuna Miklavž na Dravskem polju, Slovenia, cu o populație de 812 locuitori.